# Guerra degli ottant'anni
La guerra degli ottant'anni, o rivolta olandese o rivolta dei Paesi Bassi, fu la ribellione delle Province Unite contro il dominio spagnolo, che si tramutò in un conflitto durato dal 1568 al 1648, quando l'indipendenza delle Province Unite fu sancita dalla pace di Vestfalia.
Il conflitto fu una delle cause del progressivo declino della potenza della Spagna e vide sorgere un nuovo Stato, la Repubblica delle Sette Province Unite, che sarebbe presto divenuta una delle potenze mondiali del XVII e XVIII secolo, distinguendosi per il suo dinamismo in campo commerciale, scientifico e culturale (secolo d'oro olandese).

## Situazione dei Paesi Bassi prima del conflitto

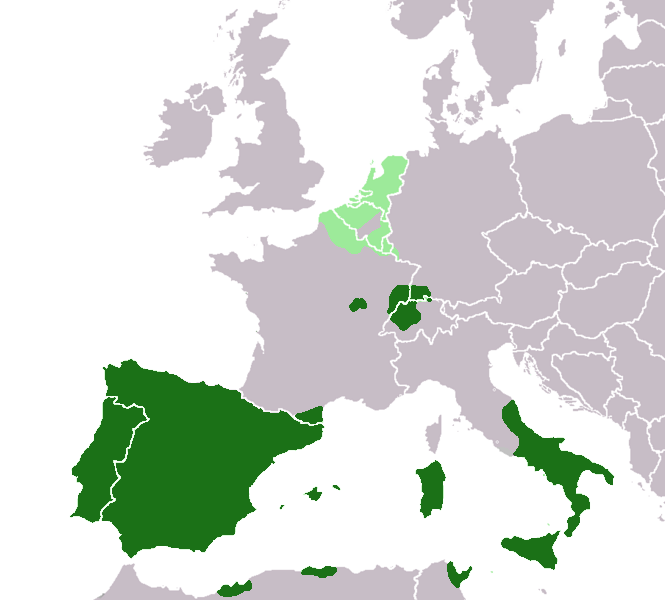
L'Impero spagnolo attorno al 1580. In verde chiaro sono evidenziati i Paesi Bassi

Lo scontro tra la popolazione dei Paesi Bassi e il dominio spagnolo trova le sue radici nella particolare situazione politica, economica e confessionale che caratterizzavano questa zona dell'Europa nel XVI secolo.

### Situazione politica
I Paesi Bassi entrarono a far parte, nel corso del XV secolo, dei domini dei duchi di Borgogna; in seguito alla morte del duca Carlo il Temerario nel 1477 e al conseguente sfaldamento dei domini del ducato, l'area dei Paesi Bassi venne a trovarsi sotto il dominio degli Asburgo. Proprio in quest'area, a Gand, nacque nel 1500 Carlo V, futuro imperatore, che sarebbe divenuto, nel 1506, titolare dei domini asburgici nella regione; Carlo, che era stato allevato nei Paesi Bassi e che conosceva varie lingue, tra cui l'olandese, avrebbe in seguito riunificato sotto il suo dominio vasti territori in Europa centrale, la Spagna e le colonie spagnole d'oltreoceano, creando un impero di dimensioni planetarie.
I Paesi Bassi, e specialmente le Fiandre, grazie alla loro ricchezza e ai fiorenti commerci che li interessavano, costituivano uno dei cardini del dominio asburgico in Europa. La frammentazione dei domini di Carlo V, tuttavia, ne rendeva molto difficoltosi il mantenimento e la difesa, che si rivelarono fondamentali durante le numerose guerre che gli Asburgo intrapresero nel corso del XVI secolo, in particolar modo contro la Francia e l'Impero ottomano, e in seguito contro i protestanti nell'Impero stesso; tali sforzi bellici richiedevano grandi quantità di denaro e i Paesi Bassi, per la loro ricchezza, si trovarono a essere sottoposti a un pesante regime fiscale, che spesso veniva percepito come inutile e dannoso, anche perché diretto a finanziare guerre intraprese contro loro importanti partner commerciali.
Oltre al pesante giogo fiscale, i Paesi Bassi furono sottoposti a una progressiva centralizzazione amministrativa; tale politica urtava contro la tradizionale autonomia di governo e gestione economica che erano in vigore nella zona fin dal Medioevo, e che veniva esercitata in particolar modo dalla piccola nobiltà e dai mercanti. La politica di centralizzazione in materia di tassazione e legislatura, iniziata già dai duchi di Borgogna, venne proseguita con determinazione dai nuovi governanti asburgici, suscitando sospetti e malcontenti proprio tra le classi economicamente più attive. Un esempio di questa politica si verificò nella città di Utrecht nel 1528, quando il consiglio delle gilde che governava la città fu rimpiazzato da uno statolder scelto da Carlo V, cui vennero affidate le incombenze secolari per tutta la provincia della città, togliendole all'Arcivescovo di Utrecht; inoltre venne costruita la fortezza di Vredenburg, allo scopo di proteggere il territorio dal Duca di Gheldria e di controllare la città stessa di Utrecht. In seguito a tale politica, al tempo del governo di Maria d'Asburgo, dal 1531 al 1555, la nobiltà e i tradizionali detentori del potere nelle città erano stati allontanati e sostituiti da giuristi di nomina asburgica nel Consiglio di Stato.

### Situazione religiosa

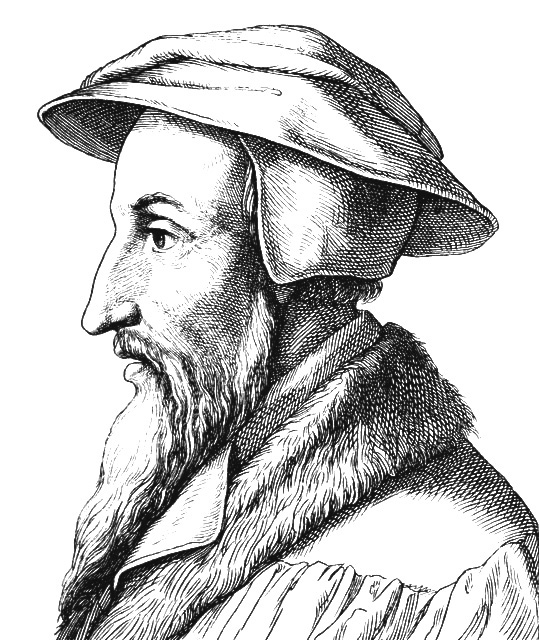
Giovanni Calvino; la diffusione del calvinismo nei Paesi Bassi fu un fattore chiave per lo scoppio del conflitto

Durante il XVI secolo le dottrine protestanti trovarono largo seguito nell'Europa settentrionale; in particolare, nella regione settentrionale dei Paesi Bassi, si diffuse la dottrina calvinista. Dopo alcuni iniziali tentativi di repressione, le autorità locali decisero di attenersi a una politica di tolleranza, che in ogni caso avrebbe anche favorito i già fiorenti commerci che coinvolgevano la regione. Nonostante questo, sia Carlo V, sia in special modo suo figlio Filippo II di Spagna, ritenevano loro preciso dovere morale combattere, per quanto possibile, quella che veniva considerata dai cattolici nient'altro che un'eresia. Le misure adottate per estirpare il protestantesimo dalla regione si sarebbero rivelate una delle cause principali del conflitto.

## La rivolta dei Paesi Bassi (1555-1572)

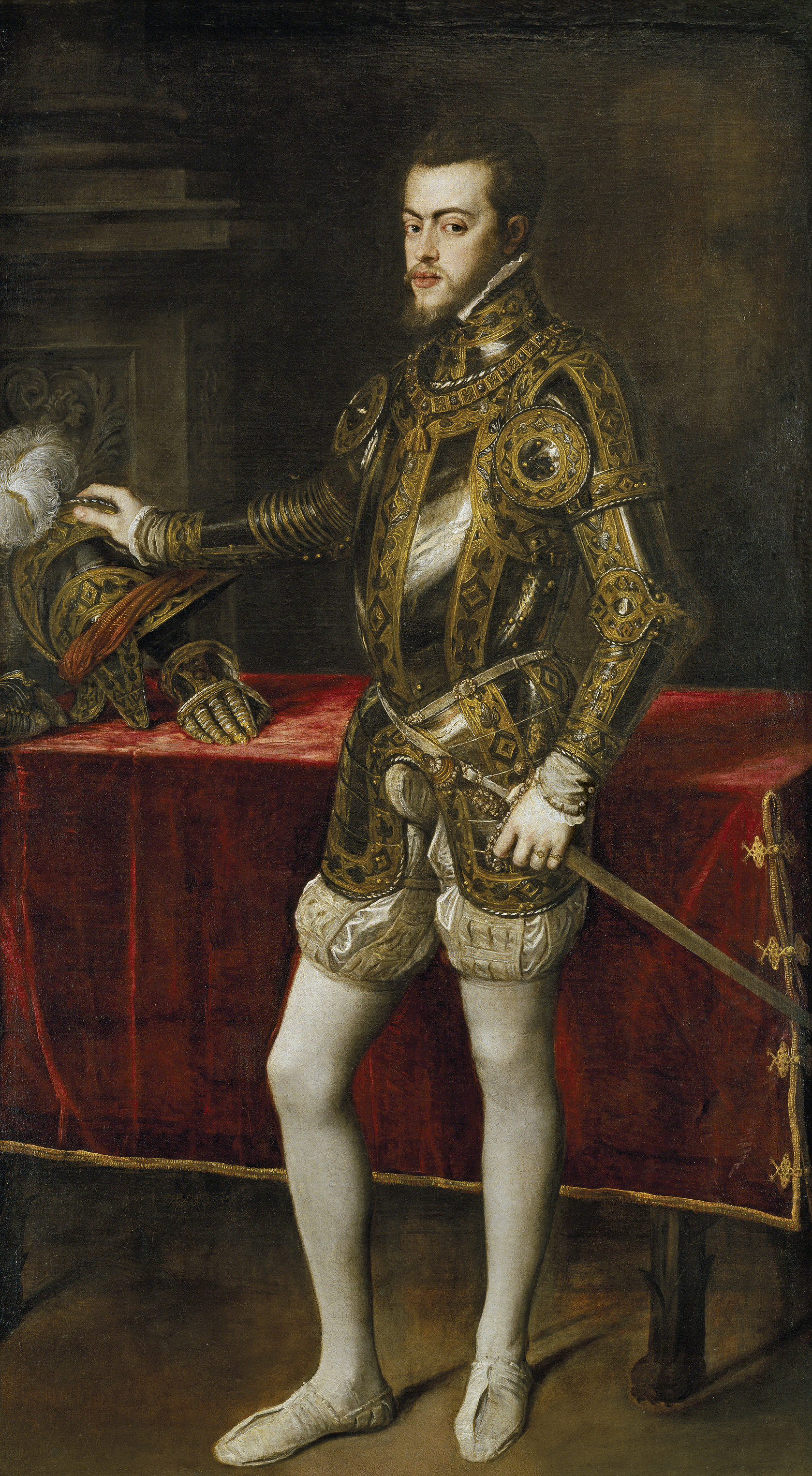
Filippo II di Spagna ritratto da Tiziano

Nel 1556 Carlo V abdicò, suddividendo i suoi domini tra il fratello Ferdinando, che divenne Imperatore, e il figlio Filippo, re di Spagna; i Paesi Bassi vennero a trovarsi nei possedimenti di quest'ultimo. Mentre Carlo, nato e allevato nella regione, tentò, per quanto possibile, di conciliare le richieste della popolazione e della nobiltà con la politica di tassazione e centralizzazione, Filippo, nato e cresciuto in Spagna, accentuò il controllo statale e il peso fiscale, senza curarsi troppo di violare apertamente le tradizioni secolari di autogoverno dei Paesi Bassi.

### L'opposizione nobiliare
Filippo, allo scopo di costituire un governo dei Paesi Bassi fedele alla Spagna e ligio alle direttive provenienti da Madrid, pose diversi membri dell'alta nobiltà locale nell'organo di governo della regione, gli Stati Generali; inoltre nominò capo degli Stati Generali il suo confidente Antoine Perrenot de Granvelle e la sorellastra Margherita d'Austria reggente.
Tuttavia, già a partire dal 1558, le speranze di Filippo furono deluse, in quanto gli Stati Generali cominciarono a sollevare una serie di obiezioni e proteste riguardo alla sempre più pesante politica fiscale, chiedendo anche il ritiro delle truppe spagnole dalla regione. Ulteriori interventi da parte del governo centrale incontrarono una crescente opposizione, diretta in particolar modo verso Granvelle, particolarmente odiato per la sua politica repressiva contro la libertà religiosa dei protestanti; varie petizioni per la sua rimozione dall'incarico da parte della nobiltà locale rimasero inascoltate, e alcuni dei più influenti nobili dei Paesi Bassi, tra cui il conte di Egmont, il conte di Horne e Guglielmo d'Orange, decisero di ritirarsi dagli Stati Generali fino a quando Granvelle non fosse stato richiamato.
Nel 1564 Granvelle fu ritirato, ma sorse una nuova crisi quando, alla fine dello stesso anno, i nobili richiesero a Filippo di adottare una politica più tollerante e realistica verso la crescente parte di popolazione di religione protestante; Filippo dichiarò che l'unica risposta possibile da parte del governo di Madrid era quella di inasprire le misure anti-protestanti, il che provocò ancora una volta il ritiro dei nobili dagli Stati Generali e le proteste di alcune città come Bergen e Meghem, nonché un inasprimento degli scontri religiosi.
Nel 1566 una lega di 400 tra nobili e ricchi mercanti presentò alla reggente Margherita una petizione, detta Compromesso di Breda, per ottenere maggiore tolleranza; in tale occasione uno dei consiglieri di Margherita, il conte Charles de Berlaymont, chiamò i dimostranti "pezzenti" ("gueux"), appellativo che essi assunsero subito come proprio distintivo.

### L'intervento del Duca d'Alba

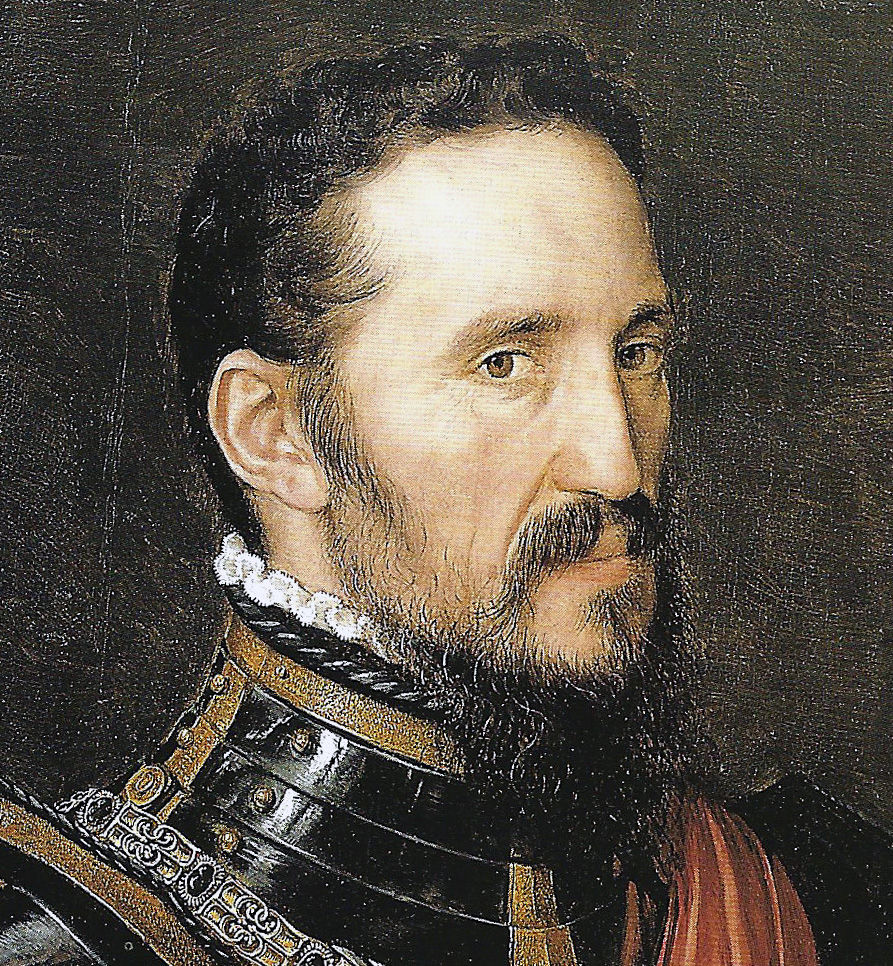
Il Duca d'Alba; egli fu sostenitore di una linea di condotta molto dura verso i ribelli olandesi

La situazione nei Paesi Bassi si fece sempre più difficile, a causa di vari fattori: oltre alla sempre presente ostilità dei leader calvinisti al dominio cattolico, si aggiunsero nel 1565 le difficoltà dovute a un raccolto particolarmente scarso, difficoltà aggravate l'anno successivo dallo scoppio della guerra nordica dei sette anni, in seguito alla quale l'importante mercato scandinavo vide di molto ridotti i profitti.
La situazione precipitò all'inizio di agosto del 1566, quando scoppiò una serie di rivolte popolari nelle principali città calviniste; il movimento assunse connotati iconoclastici, e si verificarono episodi di assalto alle chiese cattoliche con lo scopo di distruggere le immagini dei santi, viste dai calvinisti come idoli (Beeldenstorm). In realtà il numero di immagini distrutte sembra essere stato piuttosto esiguo, e l'episodio suscitò reazioni contrastanti all'interno della classe dirigente olandese: mentre Guglielmo d'Orange e altri nobili si opposero al movimento iconoclasta, altri notabili, tra i quali Enrico di Brederode, diedero il proprio supporto.
Filippo si accorse ben presto di avere perso il controllo della situazione; la soluzione del governo centrale fu l'invio di Fernando Álvarez de Toledo, Duca d'Alba, alla testa di 10 000 soldati spagnoli, con lo scopo di schiacciare la ribellione: ma proprio questo "sarà l’inizio della radicalizzazione rivoluzionaria. Ne seguirà infatti l’acquartieramento delle truppe spagnole in città che erano rimaste fedeli a Margherita".
Alba ricorse ben presto a misure drastiche, nominando un tribunale speciale, il Consiglio dei torbidi ("Raad van Beroerten"), allo scopo di giudicare e condannare chiunque si fosse opposto al volere di Filippo; ben presto molti membri della nobiltà dei Paesi Bassi furono coinvolti nella repressione. Il caso più clamoroso fu quello dei fuggitivi Lamoral, conte di Egmont e Philip de Montmorency, conte di Horn: Alba costrinse la reggente Margherita a indurli a fare ritorno (Margherita per questo avrebbe poi rinunciato all'incarico nel settembre del 1567), per poi accusarli di alto tradimento; essi furono condannati e giustiziati nella Grand Place di Bruxelles.
In realtà Egmont e Horne erano due nobili cattolici moderati, che rimasero fino alla morte sempre fedeli al governo spagnolo; per questo la loro condanna suscitò una vasta ondata di proteste nei Paesi Bassi. Ma il tribunale continuò nella sua attività repressiva, e più di un migliaio furono le condanne a morte nei mesi seguenti; queste misure valsero al tribunale il soprannome di "Tribunale di sangue", e ad Alba quello di "Duca di Ferro". Alba, invece di controllare la situazione e di stabilizzarla, aveva di fatto aggravato i malcontenti fino a un punto di non ritorno.

### L'intervento di Guglielmo d'Orange

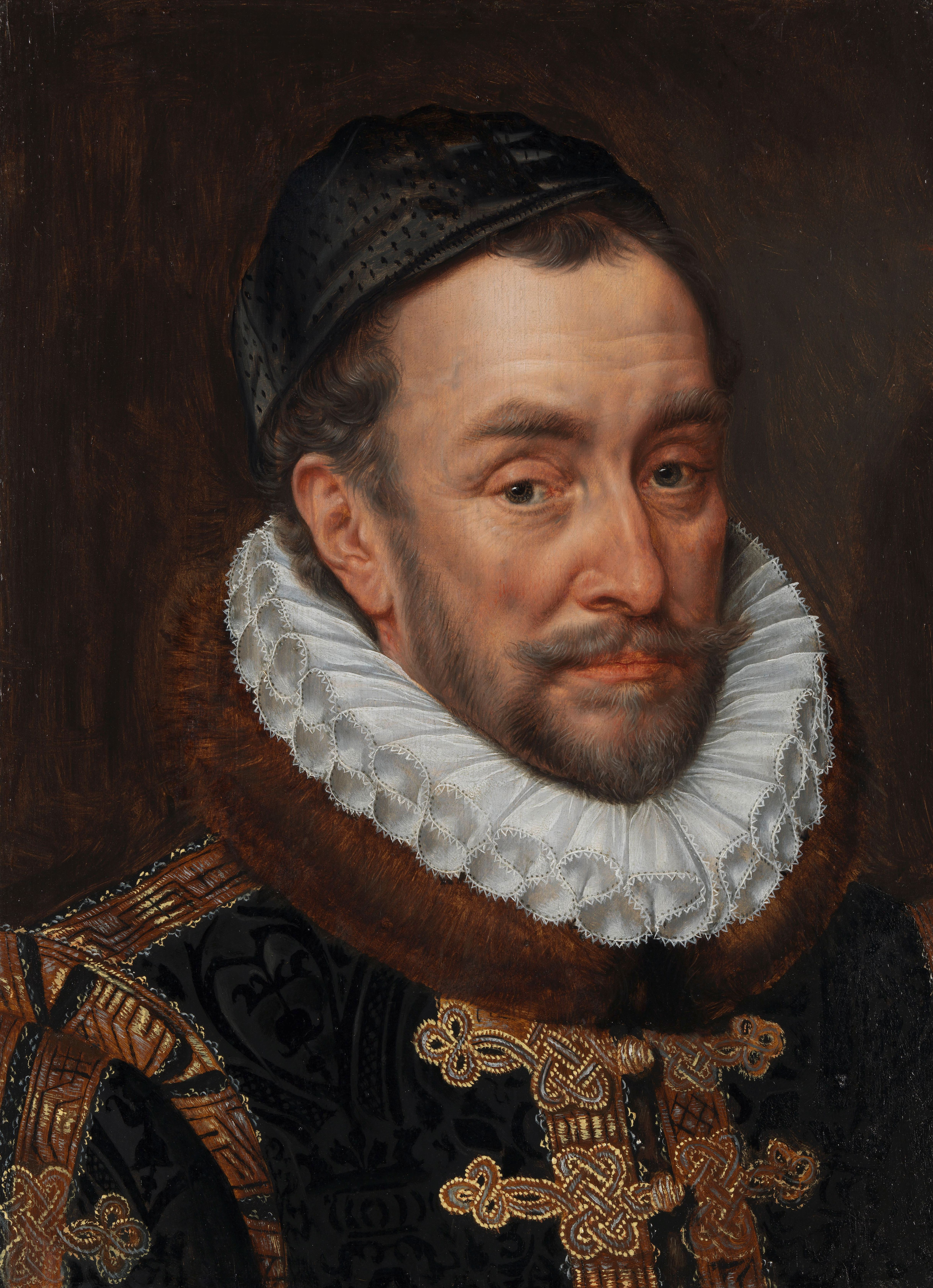
Guglielmo I d'Orange, primo capo riconosciuto della rivolta

L'anno 1568 vide il deciso intervento di Guglielmo d'Orange, che assunse di fatto la guida del movimento di rivolta. Guglielmo era statolder delle province di Olanda, Zelanda e Utrecht, nonché margravio di Anversa, ed era il più influente tra i firmatari del Compromesso di Breda; all'arrivo del Duca d'Alba egli si era rifugiato presso il padre della moglie, Augusto I di Sassonia, e tutti i suoi possedimenti nei Paesi Bassi erano stati incamerati nei domini del Re di Spagna.
Guglielmo ritornò per tentare di allontanare il Duca d'Alba; egli vedeva questo tentativo non come una ribellione verso il dominio di Filippo, quanto piuttosto come un atto di lealtà e riconciliazione, in quanto, con l'allontanamento di Alba, Filippo avrebbe potuto riassumere il controllo della regione. Nonostante ciò, in vari opuscoli e in lettere dirette ai propri alleati, Guglielmo ribadì il concetto secondo cui se un sovrano non avesse rispettato i diritti e i privilegi dei propri sudditi, questi avrebbero avuto il diritto di recedere dal loro giuramento di obbedienza.
Le intenzioni di Guglielmo erano quelle di attaccare i Paesi Bassi da più direzioni: il suo piano prevedeva un'invasione proveniente dall'Impero da parte di alcuni contingenti guidati dai propri fratelli, mentre le truppe ugonotte avrebbero intrapreso un attacco da sud. Il 23 aprile 1568 i rivoltosi furono battuti nella battaglia di Rheindalen, vicino a Roermond, ma ottennero una vittoria nella battaglia di Heiligerlee del 23 maggio, data che spesso viene considerata come inizio della guerra. Nonostante questa vittoria, la campagna si rivelò fallimentare, in quanto Guglielmo rimase a corto di fondi e le sue armate, non pagate, si dispersero, mentre quelle dei suoi alleati venivano distrutte dalle forze del Duca d'Alba. Guglielmo rimase comunque il leader riconosciuto della rivolta dei Paesi Bassi contro il dominio spagnolo.

## Ripresa della rivolta (1572-1585)
Intorno al 1570 la Spagna era impegnata militarmente su più fronti: oltre a dovere affrontare il sempre presente problema della guerra di corsa nell'Atlantico, il Mediterraneo era sede di un conflitto con l'Impero ottomano che limitava fortemente la disponibilità di truppe e fondi da impiegare in altri teatri come quello dei Paesi Bassi; nonostante ciò, la situazione in quest'ultima regione pareva essere stata stabilizzata in maniera soddisfacente.

### Ripresa del conflitto
Tale relativa calma fu tuttavia provvisoria: nel mese di marzo del 1569, proprio per finanziare i crescenti sforzi militari, il Duca d'Alba propose l'introduzione di una tassa del 10% su tutte le compravendite tranne quelle di beni fondiari; tale proposta fu respinta dagli Stati, e si trovò invece un compromesso meno gravoso, ma, nel 1571, Alba decise di procedere comunque con l'introduzione della tassa, ignorando il parere contrario degli Stati. Questa azione ebbe l'effetto di far crescere la protesta e il supporto ai ribelli, non solo tra la popolazione protestante, ma anche tra quella cattolica, anche grazie all'incitamento di gruppi di rifugiati.
Un'importante svolta avvenne il 1º marzo del 1572, quando la regina d'Inghilterra Elisabetta I vietò ai "pezzenti dell'acqua", come venivano chiamati i corsari olandesi che agivano contro la Spagna, di utilizzare i porti inglesi come basi operative; il leader dei pezzenti, Guglielmo II di La Marck, decise di occupare una base permanente sulla costa dei Paesi Bassi e, inaspettatamente, occupò la città di Brielle, che non aveva alcuna guarnigione; in modo analogo venne occupata anche Flessinga. In tal modo essi avevano guadagnato importanti basi strategiche, e tali avvenimenti vennero considerati dagli abitanti dei Paesi Bassi un segnale per dare nuovamente inizio alla rivolta.
Molte delle più importanti città in Olanda e Zelanda si dichiararono solidali ai ribelli, con l'eccezione di Amsterdam e Middelburg, che rimasero fedeli ai cattolici fino al 1578. Capo della rivolta fu subito nominato Guglielmo d'Orange, nominato statolder di Olanda, Zelanda, Frisia e Utrecht in un congresso a Dordrecht nel luglio del 1572; egli si trasferì a Delft e da qui iniziò a coordinare gli sforzi olandesi, in base a un accordo secondo cui il potere sarebbe stato diviso equamente tra Guglielmo e gli Stati Generali.
La ripresa della rivolta fece tuttavia emergere i primi segni di una seria spaccatura nel fronte dei ribelli: da un lato una minoranza di calvinisti militanti premeva per continuare la lotta contro Filippo II e diffondere la loro fede religiosa a tutti i Paesi Bassi; dall'altro lato, una minoranza cattolica intendeva rimanere leale all'amministrazione spagnola di Bruxelles. Tra le due fazioni opposte si situava la maggioranza della popolazione cattolica, non schierata, che richiedeva la restaurazione dei privilegi locali e l'espulsione delle truppe spagnole. Guglielmo, che aveva l'arduo compito di tenere unite queste fazioni, fu costretto a dare via via più supporto ai calvinisti, che costituivano la punta di lancia della ribellione.

### L'Unione di Gand e le Unioni di Utrecht e Arras

Le Unioni di Utrecht (azzurro) e di Arras (giallo)

Nel 1573 Alba, a causa della sua evidente incapacità nel gestire la rivolta, venne sostituito da Luis de Requesens, che tentò di attuare una politica di moderazione e riconciliazione, ma moriva nel 1575 senza essere riuscito a raggiungere il suo scopo; al suo posto venne nominato Don Giovanni d'Austria. Nel frattempo la Spagna attraversava gravi difficoltà finanziarie, e nel 1575 dichiarò bancarotta; la mancanza di fondi provocò tra le truppe spagnole senza paga numerosi ammutinamenti e nel novembre del 1576 i soldati senza controllo assaltarono e saccheggiarono la città di Anversa, provocando circa 8 000 vittime. Questa cosiddetta "furia spagnola" contribuì a cementare le province dei Paesi Bassi e a portarle sempre più verso la rivolta.
Si giunse così, l'8 novembre 1576, alla firma della pacificazione di Gand, in cui le province dei Paesi Bassi si accordavano per il mantenimento della tolleranza religiosa e per il proseguimento comune della lotta contro le forze ammutinate presenti nella regione. Va comunque notato che, nonostante le province cattoliche del Sud avessero alla fine aderito alla rivolta, esse rimasero formalmente leali al governo di Madrid.
Nel 1578 venne nominato governatore dei Paesi Bassi Alessandro Farnese, giunto poco tempo prima con nuove truppe per aiutare Don Giovanni, che morì nello stesso anno; Farnese si dimostrò un valido avversario per Guglielmo d'Orange, sia dal punto di vista militare sia diplomatico. Egli aveva individuato le sostanziali differenze e divisioni esistenti nel fronte dei ribelli, che contrapponevano i calvinisti ai cattolici e i fiamminghi ai valloni, e decise di sfruttare il malcontento delle province cattoliche meridionali verso il calvinismo militante delle province settentrionali; con una efficace opera di persuasione riuscì a riportare le province meridionali sotto il controllo spagnolo, e il 6 gennaio 1579 una parte delle province meridionali, corrispondente alla regione oggi denominata "Fiandre Valloni", firmò l'Unione di Arras, in cui ribadivano la propria lealtà a Filippo II. In risposta a questo trattato, il 23 gennaio, Guglielmo unì le province settentrionali nell'Unione di Utrecht, cui aderirono anche alcune città meridionali come Bruges, Gand, Anversa e Bruxelles. Ora le 17 province dei Paesi Bassi erano, a tutti gli effetti, divise in una parte meridionale fedele alla Spagna e in una settentrionale in piena rivolta.

### L'Atto di abiura e la caduta di Anversa
Dopo la scissione dei Paesi Bassi, la parte settentrionale si rivolse alla regina Elisabetta I d'Inghilterra per chiederle di assumere il ruolo di sovrana; Elisabetta, nonostante favorisse la causa dei ribelli e fosse ostile alla Spagna (sarebbe infatti scoppiata a breve la guerra anglo-spagnola del 1585), era restia a intervenire nelle questioni interne di un paese straniero, anche a causa del recente scotto seguito al Trattato di Hampton Court con gli Ugonotti francesi, che aveva visto il tradimento degli Ugonotti e l'umiliazione inglese. Per questo, pur continuando a supportare la causa olandese, rifiutò l'offerta.
Gli Stati Generali dei Paesi Bassi si rivolsero allora al fratello minore del re di Francia, Francesco, duca d'Alençon, che accettò, ponendo la condizione che gli Stati Generali sciogliessero ogni legame con Filippo II. Per questo, nel 1581, fu siglato l'atto di abiura, con cui gli Stati Generali dichiaravano che, poiché Filippo non aveva svolto i propri doveri di sovrano nei confronti dei sudditi olandesi, essi erano sciolti dal giuramento di fedeltà nei suoi confronti. Alençon trovò tuttavia seri problemi nei Paesi Bassi: non era affatto benvoluto dalla popolazione, ed egli stesso era contrariato dagli scarsi poteri che gli venivano accordati dagli Stati Generali. Dopo alcuni tentativi di guadagnare potere con azioni militari contro le città più recalcitranti, egli prese la decisione di rinunciare al trono, abbandonando i Paesi Bassi nel 1583.
Poiché Elisabetta d'Inghilterra continuava a non essere disposta ad assumere il ruolo di sovrana, gli Stati Generali decisero di strutturare le province ribelli come una repubblica; nasceva così la Repubblica delle Sette Province Unite.
Immediatamente dopo la proclamazione dell'atto di abiura, Filippo inviò nuove truppe per riconquistare le Province Unite, ormai sfuggite completamente al suo controllo. Guidati da Farnese, i soldati spagnoli riconquistarono quasi totalmente le Fiandre e il Brabante, nonché vaste aree delle province nord-orientali, ripristinando la supremazia del credo cattolico in queste aree. Si verificarono a questo punto due avvenimenti cruciali per il proseguimento del conflitto: il 10 luglio 1584 Guglielmo d'Orange fu assassinato da un sostenitore di Filippo; l'anno successivo, 1585, la più grande città dei Paesi Bassi, Anversa, cadde in mano agli spagnoli, provocando una massiccia fuga degli abitanti verso nord (si calcola che dal 1560 al 1590 la popolazione di Anversa sia passata da 100 000 abitanti a circa 42 000).
A questo punto la divisione dei Paesi Bassi divenne estremamente netta: nella parte settentrionale, governata dalle Province Unite, la popolazione si convertì nella quasi totalità alla religione calvinista; nella parte meridionale occupata dagli spagnoli, al contrario, il cattolicesimo riprese il sopravvento, e i protestanti locali fuggirono verso il Nord. La Spagna mantenne nelle aree sotto il suo controllo forze cospicue (tali forze costituirono l'Esercito delle Fiandre), con lo scopo di esercitare pressione sia verso le Province Unite sia verso la Francia.

## L'indipendenza di fatto delle Province Unite (1585-1621)
Le Province Unite erano, nel 1585, in gravi difficoltà, e cercarono aiuti esterni, in modo particolare dalla Francia e dall'Inghilterra; Elisabetta, considerando anche la crescente ingerenza spagnola nelle questioni religiose francesi, decise che era giunto il momento di intervenire direttamente nel conflitto, o la causa degli olandesi sarebbe stata perduta. Il 20 agosto venne quindi firmato il trattato di Nonsuch, con il quale l'Inghilterra forniva alle Province Unite uomini e denaro (circa 6 000 uomini e 600 000 fiorini all'anno), e in cambio esse accettavano quale governatore-generale Robert Dudley, I conte di Leicester.
L'accordo si rivelò però fallimentare: Leicester rivelò scarse doti militari, e provocò seri problemi fomentando il radicalismo calvinista contro i cattolici e i moderati e tentando di assumere più vasto potere scontrandosi con gli Stati Generali e il patriziato locale. Il risultato di tale situazione fu che Leicester, perduto il supporto sia della popolazione sia della classe dirigente olandese, ritornò in Inghilterra rinunciando al governatorato; al suo posto gli Stati Generali posero il figlio di Guglielmo d'Orange, Maurizio di Nassau, con l'incarico di Capitano Generale delle forze olandesi.

### Operazioni militari di Maurizio di Nassau

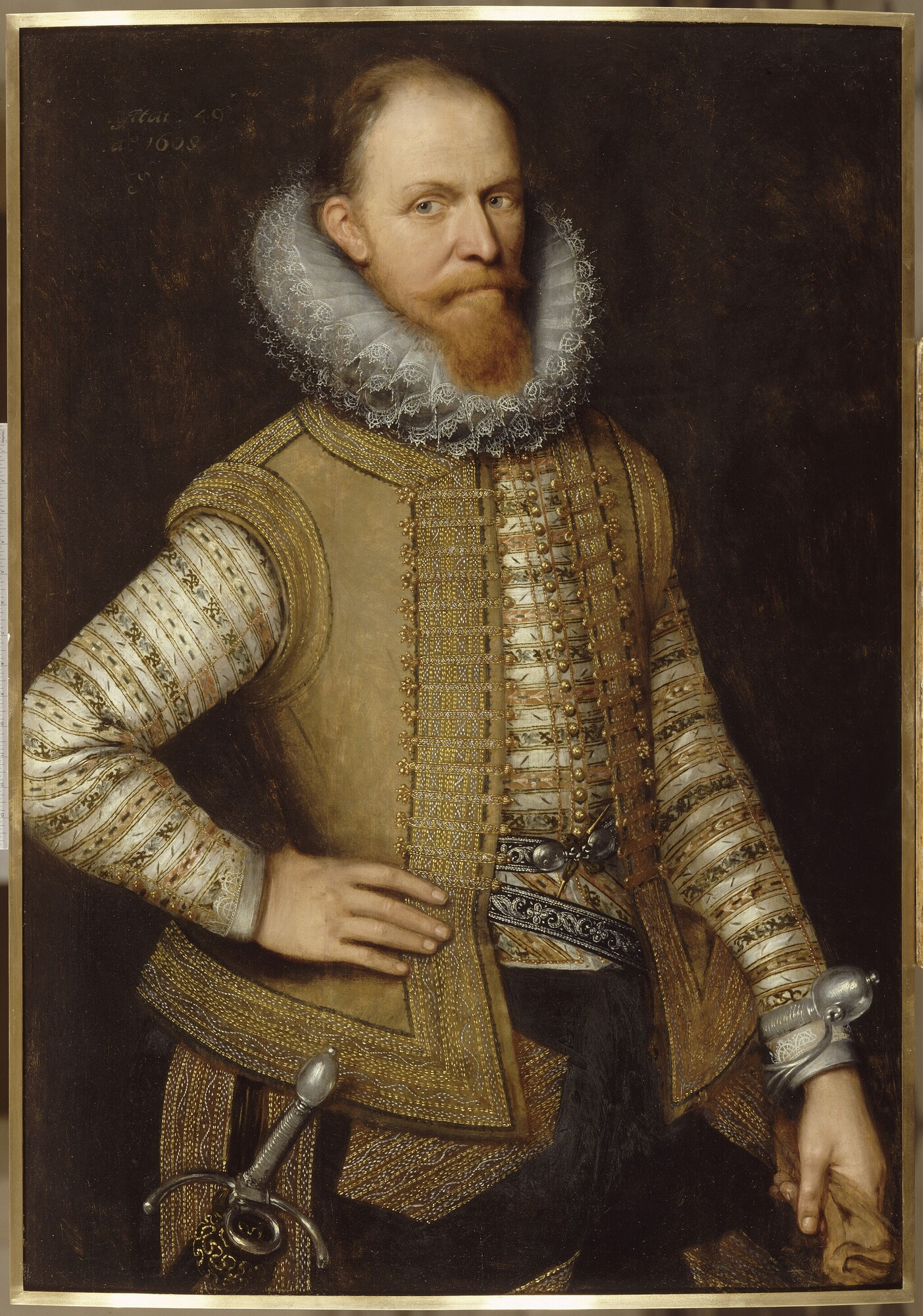
Maurizio di Nassau assunse la guida delle forze olandesi dopo l'assassinio di suo padre Guglielmo

L'assunzione del comando da parte di Maurizio di Nassau si rivelò un fattore chiave per le sorti del conflitto: egli rivelò infatti notevoli capacità strategiche. Inoltre gli ultimi quindici anni del XVI secolo videro una serie di gravi difficoltà per le finanze e le armi spagnole: nel 1588 la fallimentare spedizione dell'Invincibile Armata, costata a Filippo circa 60 navi e migliaia di uomini, costrinse la Spagna a dare fondo alle proprie casse per ricostituire le proprie forze navali; nel 1595 Enrico IV di Francia dichiarò guerra a Filippo, e la Spagna dichiarò nuovamente bancarotta. Le speranze olandesi di un crollo economico spagnolo furono tuttavia disattese, perché, una volta che la marina spagnola fu nuovamente in grado di assicurare i collegamenti con il Nuovo Mondo, un abbondante flusso di metalli preziosi dalle Americhe risollevò le sorti di Madrid, consentendo a Filippo di rinnovare gli sforzi bellici contro i propri nemici inglesi e francesi.
Nel 1598, a seguito del trattato di Vervins (2 maggio 1598) con la Francia, i Paesi Bassi spagnoli furono ceduti da Filippo a sua figlia Isabella e a suo marito Alberto d'Austria. Essi trovarono una situazione militare particolarmente sfavorevole in quanto, già da vari anni, Maurizio aveva intrapreso una metodica campagna di riconquista delle piazzeforti in mano spagnola: la prima a cadere fu Bergen op Zoom, nel 1588, seguita da Breda nel 1590, Zutphen, Deventer, Delfzijl e Nimega (1591), Steenwijk, Coevorden (1592), Geertruidenberg (1593), Groninga (1594), Groenlo, Enschede, Ootmarsum, Oldenzaal (1597) e Grave (1602). Questa campagna di conquista, svolta totalmente alla periferia delle Province Unite, consentì a queste ultime di godere di un periodo di pace che diede inizio al Secolo d'oro olandese.
Uno dei fattori che contribuirono molto al fiorire nelle Province Unite dei commerci e degli scambi, e conseguentemente all'aumento della ricchezza, fu la posizione strategica occupata dagli olandesi sull'estuario del fiume Schelda, che, bloccando di fatto il traffico del porto di Anversa, favorì enormemente il centro commerciale di Amsterdam, tanto che la classe mercantile olandese cominciò a temere che un'eventuale riconquista del Sud avrebbe fatto venir meno questa favorevole situazione, permettendo la ripresa di Anversa. Una campagna verso sud decisa dagli Stati Generali fu lanciata nel 1600 contro il parere di Maurizio; lo scopo principale di questa spedizione era eliminare il pericolo per i traffici mercantili olandesi dovuto all'incessante attività dei corsari di Doncherche.
La spedizione provocò uno scontro con le truppe spagnole di stanza lungo la costa, che si risolse nella battaglia di Nieuwpoort del 2 luglio, conclusasi con il trionfo delle Province Unite. Maurizio non poté però proseguire la propria marcia a causa di problemi di rifornimento, e fu costretto a ritirarsi verso nord, rinunciando a conquistare Doncherche. Gli olandesi, considerando l'importanza di proteggere i loro commerci marittimi, incrementati nel 1602 dalla fondazione della Compagnia olandese delle Indie orientali, decisero di puntare sulla creazione di una potente marina militare, che si sarebbe rivelata fondamentale nei futuri scontri con la Spagna.

### La Tregua dei dodici anni
La difficile situazione convinse gli spagnoli a firmare, nel 1609, una tregua, della durata di dodici anni; durante questo periodo le Province Unite conobbero un vero e proprio periodo di splendore, con un incremento nei commerci e nelle forze militari e una grande fioritura nelle arti. Questo periodo molto favorevole fu però turbato dalla lotta intestina tra due fazioni politiche e religiose: da una parte gli Arminiani, moderati, guidati da Johan van Oldenbarnevelt e sostenuti dagli Stati Generali, dall'altra gli intransigenti Gomaristi, supportati da Maurizo di Nassau. La lotta, in cui si inserivano anche le tensioni tra Maurizio e gli Stati Generali per l'esercizio del potere, si concluse con la vittoria dei Gomaristi, culminata nel 1619 con l'esecuzione di Oldenbarnevelt.

## Fasi finali del conflitto (1621-1648)
Quando cominciò ad avvicinarsi il 1621, data di scadenza della tregua, Spagna e Province Unite tentarono di giungere a una pace permanente, ma due furono i fattori che lo impedirono: da un lato la richiesta di ognuna delle parti che l'altra garantisse libertà di religione nei suoi territori, dall'altro varie controversie sulle rotte commerciali. Il risultato fu che le ostilità ripresero, con gli spagnoli che tentavano ancora di riconquistare le Province Unite, e gli olandesi che utilizzando la loro potente flotta tentavano di impedire i traffici spagnoli sugli oceani, mentre il conflitto si inseriva nel più ampio contesto della guerra dei trent'anni.

### Operazioni nei Paesi Bassi

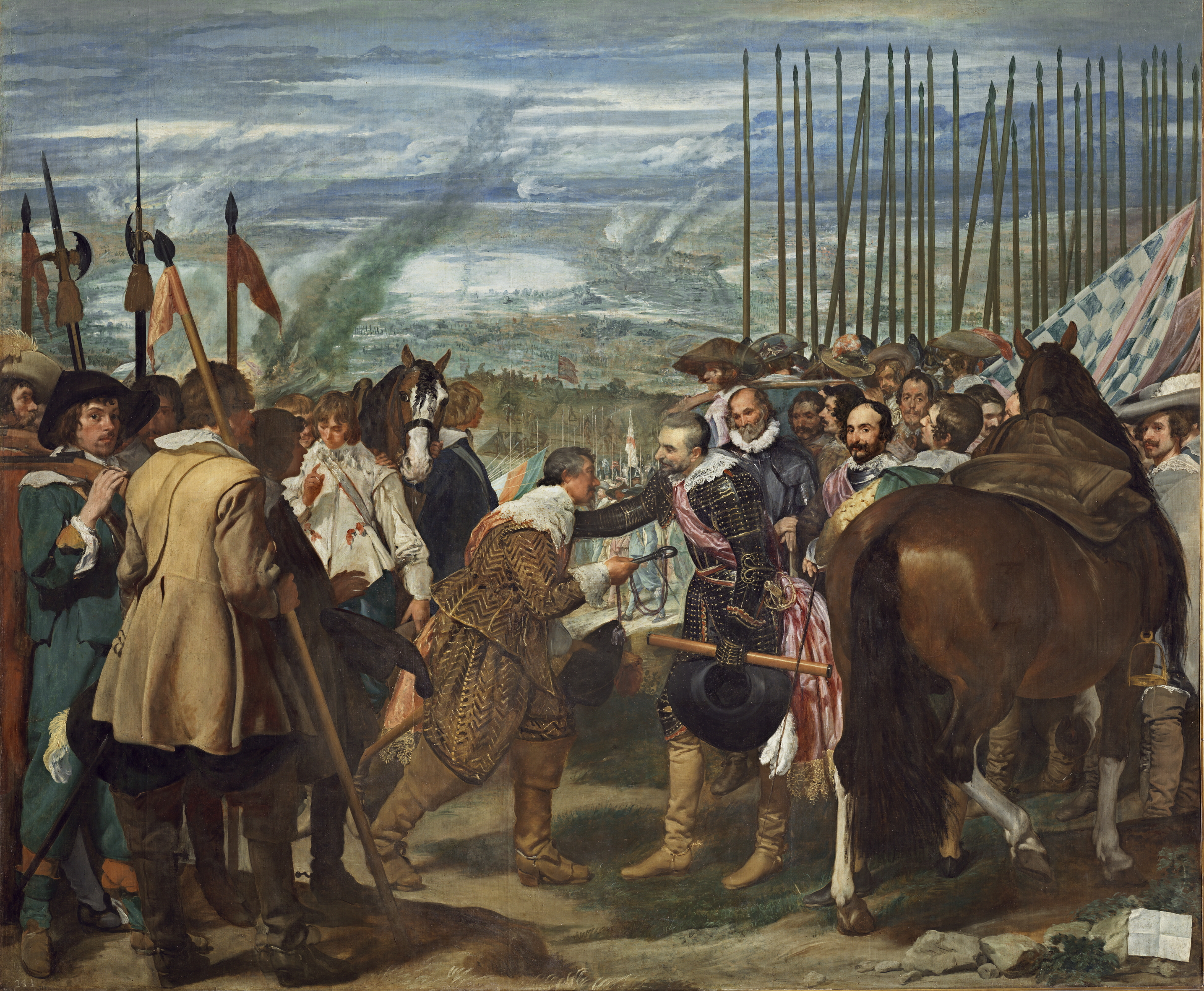
La resa di Breda agli spagnoli, dipinta da Velázquez

L'inizio delle ostilità vide gli spagnoli all'offensiva nei Paesi Bassi, anche se un loro tentativo di catturare la fortezza di Bergen op Zoom, nel 1622, fu respinto. Nel 1624 le forze di Ambrogio Spinola strinsero d'assedio Breda, costringendola a capitolare l'anno seguente; nel corso dell'assedio morì Maurizio di Nassau, e il comando delle operazioni olandesi passò a suo fratello Federico Enrico d'Orange.
La cattura di Breda costituì il culmine dell'offensiva spagnola; da allora, le sorti del conflitto volsero definitivamente a favore delle Province Unite. Un primo clamoroso successo olandese si verificò nel 1629, quando Federico Enrico catturò la fortezza chiave di 's-Hertogenbosch (in italiano Boscoducale), la più grande e fortificata città del Brabante settentrionale, considerata inespugnabile; la perdita di questa piazzaforte rappresentò un colpo durissimo per le forze spagnole.
Nel 1632 Federico Enrico intraprese la cosiddetta "Marcia sulla Mosa", conquistando Venlo, Roermond e Maastricht, e si preparò quindi a sferrare l'offensiva finale verso le Fiandre; le operazioni di riconquista di Anversa e Bruxelles si rivelarono però fallimentari. In realtà si era venuta a creare una definitiva spaccatura tra le due parti dei Paesi Bassi, settentrionale e meridionale, e le forze olandesi trovarono scarso supporto o addirittura ostilità tra la popolazione ormai completamente cattolica della parte sotto dominio spagnolo.
Gli spagnoli fecero un estremo tentativo di riconquistare le posizioni perdute inviando verso le Fiandre una consistente flotta, con a bordo 24 000 uomini circa tra soldati ed equipaggi; le forze spagnole vennero però sconfitte nella decisiva battaglia delle Dune del 31 ottobre 1639, che segnò una svolta sia per la guerra tra Province Unite e Spagna, sia per il dominio spagnolo dei mari, che tramontò definitivamente.

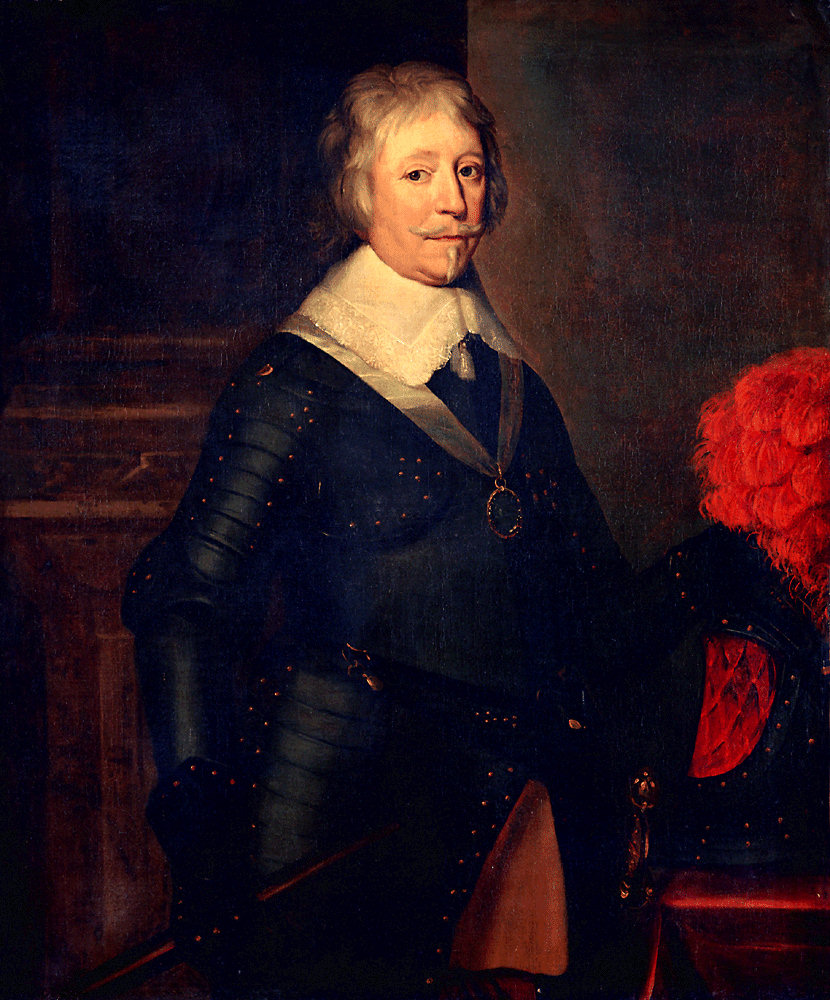
Federico Enrico d'Orange

Il fattore di svolta definitivo della situazione fu rappresentato da un'alleanza stipulata con la Francia, che avrebbe permesso alle Province Unite di riconquistare le regioni meridionali. Tuttavia, un'accurata analisi della situazione da parte dei dirigenti olandesi consigliò di non portare a fondo l'offensiva: riconquistare le Fiandre avrebbe significato dover confinare con una Francia particolarmente potente, nonché rinunciare ai vantaggi derivanti dal blocco di Anversa, che tanto aveva contribuito al fiorire dei porti olandesi; mentre la situazione della guerra dei trent'anni appariva risolversi sempre più a sfavore degli Asburgo, le Province Unite decisero che combattere ancora non avrebbe portato ulteriori vantaggi, e cominciarono a intavolare trattative di pace.

### Operazioni oltremare
Mentre nei Paesi Bassi si svolgevano aspri combattimenti, altrettanto duri scontri avevano luogo nei teatri coloniali, dove le Province Unite, sfruttando la loro potente flotta militare e mercantile, sferrarono un'offensiva senza quartiere contro i traffici e le colonie spagnole e portoghesi (allora unite sotto un solo sovrano). Varie battaglie si svolsero sia nel teatro dell'Oceano Atlantico (in Brasile e nelle Indie occidentali), sia nel teatro delle Indie orientali (Macao, Ceylon, Filippine, Formosa).
Nel teatro orientale gli olandesi perseguirono una politica di espansione territoriale e intrapresero una serie di attacchi alle colonie nemiche, specialmente le colonie portoghesi, piuttosto sparse e più facilmente conquistabili; il risultato di tale politica fu che i domini portoghesi in Asia vennero in gran parte conquistati dalle Province Unite, che si assicurarono importanti e ricchi territori specialmente nell'Insulindia.
Nel teatro occidentale, nonostante la formazione della Compagnia olandese delle Indie occidentali, le Province Unite preferirono promuovere la guerra di corsa (anche se controllarono dal 1630 al 1654 la colonia portoghese in Brasile del Pernambuco). Uno dei maggiori successi ottenuti dagli olandesi fu sicuramente la cattura da parte dell'ammiraglio Piet Hein di gran parte della flotta spagnola delle Indie e del metallo prezioso che trasportava, consentendo a Federico Enrico d'Orange di finanziare la campagna di 's-Hertogenbosch.

## Firma della pace (1648)
Il 30 gennaio 1648, con il trattato di Münster, venne firmata la pace tra la Spagna e le Province Unite; il trattato era parte della pace di Vestfalia, che metteva fine alla guerra dei trent'anni.
Le clausole del trattato riguardanti i Paesi Bassi stabilivano che le Province Unite erano riconosciute formalmente indipendenti dal dominio spagnolo e mantenevano il possesso di tutti i territori conquistati fino al termine del conflitto. La Repubblica delle Province Unite veniva così a essere composta da sette province, ovvero Olanda, Zelanda, Utrecht, Gheldria, Overijssel, Frisia e Groninga, governate da propri stati provinciali e da uno statolder. Nonostante gli statolder fossero in teoria subordinati agli Stati Generali, in realtà i membri della Casa d'Orange-Nassau assunsero di fatto il ruolo di statolder ereditari di Olanda e Zelanda; questa situazione avrebbe in futuro portato a uno scontro per il potere tra gli Orange e gli Stati Generali. Alle sette province si aggiungevano i territori delle generalità, corrispondenti ai territori di confine conquistati nelle fasi finali del conflitto, e consistenti nel Brabante settentrionale, nelle Fiandre zelandesi e nella regione attorno a Maastricht.
La pace così ottenuta non sarebbe stata duratura per la Repubblica delle Province Unite: terminato il quasi secolare conflitto con la Spagna, un nuovo nemico venne infatti ad affacciarsi, ovvero l'Inghilterra; la prima guerra anglo-olandese sarebbe scoppiata soltanto quattro anni dopo la pace di Vestfalia, nel 1652.

## Conseguenze del conflitto
La guerra degli ottant'anni fu un avvenimento cruciale della storia moderna sotto molti aspetti; oltre a segnare l'ascesa di una nuova potenza, quella olandese, che avrebbe lasciato il proprio segno sul XVII secolo e il declino della Spagna, il conflitto vide sorgere anche la prima importante repubblica in Europa e dal punto di vista militare fu caratterizzato da una serie di innovazioni che diedero il via a quella che molti storici chiamano rivoluzione militare.

### Conseguenze sui Paesi Bassi
I Paesi Bassi erano, prima del conflitto, una delle regioni più ricche d'Europa; nonostante mantenessero questa caratteristica anche dopo il conflitto, si verificò nella regione una sostanziale spaccatura, politica, culturale ed economica: la Repubblica delle Province Unite, di religione calvinista, conobbe uno straordinario periodo di fioritura economica; la regione meridionale cattolica (corrispondente all'incirca all'odierno Belgio), pur rimanendo un'area economicamente florida, conobbe un sostanziale declino, il cui maggior sintomo fu lo spostamento dell'asse dei commerci da Anversa ad Amsterdam.
La divisione dei Paesi Bassi si rivelò definitiva: all'inizio del XIX secolo il tentativo di riunificare la regione sotto il dominio olandese provocò nel 1830 la rivolta della parte meridionale e la nascita del moderno Belgio.

### Conseguenze sulla Spagna
La guerra degli ottant'anni fu uno dei fattori principali che portarono al declino della potenza spagnola a partire dalla fine del XVI secolo: il conflitto si rivelò estremamente dispendioso, sia per la durata sia per le caratteristiche stesse della lotta, aggravate dai problemi di rifornimento verso i Paesi Bassi e dal continuo logoramento della marina spagnola lungo tutte le rotte oceaniche. Impegnata, oltre che nel conflitto con le Province Unite, in guerre con l'Impero ottomano, l'Inghilterra e la Francia, la Spagna non possedeva risorse finanziarie sufficienti per sostenere gli sforzi bellici, neppure con il flusso di metalli preziosi provenienti dalle Americhe; la conseguenza di questo fatto fu che la corona spagnola più volte dichiarò bancarotta, minando in modo ancora maggiore gli sforzi militari.
La necessità di riconquistare le province perdute fu alla fine uno dei motivi che indussero la Spagna a intervenire attivamente nella guerra dei trent'anni e nella conseguente lotta contro la Francia; con la perdita delle Province Unite, del Portogallo e con la sconfitta sancita dalla pace dei Pirenei, tramontava definitivamente il potere spagnolo in Europa.

### Conseguenze politiche e ideologiche
La rivolta degli olandesi contro il loro sovrano fu sancita in modo netto dall'atto di abiura, che conteneva l'importantissimo concetto secondo cui un sovrano di diritto divino poteva essere deposto se non rispettava i doveri del suo mandato; il concetto di diritto divino del sovrano subiva così un primo importante colpo, che sarebbe stato seguito pochi anni dopo dall'altrettanto significativa deposizione (ed esecuzione capitale) di Carlo I d'Inghilterra.
L'instaurazione della Repubblica delle Province Unite segnò un'altra importantissima svolta nella storia europea: per la prima volta veniva accettata l'esistenza di uno Stato retto non da un sovrano, ma da una forma di governo popolare (anche se non va dimenticato che in realtà a esercitare il potere erano le classi nobiliare e mercantile) nell'Europa settentrionale. Infatti nel Sud Europa esistevano da secoli le Repubbliche di Genova e Venezia. Nonostante i Paesi Bassi fossero destinati a ritornare a essere una monarchia, l'esistenza stessa della Repubblica delle Province Unite rimane un fatto di estrema importanza per la storia europea e mondiale.

### Conseguenze militari
La guerra degli ottant'anni vide da parte degli olandesi l'introduzione di alcune importanti novità in campo tattico e strategico. Maurizio di Nassau decise di introdurre nella fanteria olandese la tecnica, che sarebbe divenuta comune nei secoli successivi, del fuoco di fila; con tale tattica le truppe erano schierate su più ranghi (Maurizio raccomandava l'utilizzo di 8-10 file) in cui la prima faceva fuoco e si ritirava per ricaricare, per essere sostituita dalla seconda, che procedeva in modo analogo. Tale tecnica si rivelò spesso vincente, e sarebbe poi stata affinata dal re di Svezia Gustavo II Adolfo negli anni venti e trenta del XVII secolo.
Dal punto di vista strategico, il conflitto vide confermata la tendenza a combattere un numero limitato di battaglie campali (considerate pericolose e spesso inconcludenti) per dedicarsi invece alla pratica sistematica di assediare le fortezze avversarie; in effetti la maggior parte degli scontri del conflitto consistettero in assedi e in tentativi di liberare città assediate.
Venne inoltre alla luce, nel campo della guerra navale, l'efficacia di gruppi di corsari che agivano molestando le comunicazioni e le rotte nemiche, come evidenziato dai grandi successi riportati dai "pezzenti d'acqua".
Già nel Cinquecento alcune potenze europee avevano inviato squadre navali (e soprattutto corsari) nelle acque americane e nel triangolo compreso tra le Canarie, le Azzorre e Madera, inoltre sin dal tardo Quattrocento la Francia aveva mosso le sue flotte dal Mediterraneo all'Atlantico e viceversa. Il conflitto tra Paesi Bassi e Spagna, soprattutto tra il 1598 e il 1606 e, a maggior ragione, tra il 1621 e la sua conclusione vide le flotte olandesi impegnate in un conflitto "mondiale" con le potenze iberiche. Infatti le flotte olandesi e zelandesi, oltre a quelle della VOC (Verenigde oost indische compagnie - compagnia delle indie orientali) e della WIC (Geoctroyeerde Westindische Compagnie), le due compagnie monopolistiche di Stato per il commercio con l'Oriente e le Americhe, entrarono con grandi flotte nei Caraibi e nell'Oceano Indiano, oppure combatterono (con alterne fortune, va aggiunto, perché la reazione degli iberici fu spesso furiosa ed efficace) lungo le coste del Brasile e della stessa Spagna mediterranea. Le azioni dei "ribelli" non furono prive di conseguenze, innanzi tutto spagnoli e portoghesi (fino al 1640 sottoposti alla corona di Spagna, poi ribelli) potenziarono enormemente le loro flotte, rendendole statali e permanenti, in secondo luogo la Francia e l'Inghilterra fecero altrettanto, in funzione anti-spagnola (ma l'Inghilterra guardava già con preoccupazione la potenza olandese e quella delle potenze nordiche di Danimarca e Svezia).
In pratica nel 1560 solo poche nazioni nord europee (Danimarca, Svezia, Inghilterra) disponevano di una marina da guerra permanente o semi permanente, molte altre avevano tentato di costituirla con scarso successo (Spagna, Francia, Impero, Lubecca, Polonia, Scozia; Brandeburgo-Prussia), dopo il 1640 tutte queste nazioni o avevano definitivamente rinunciato a difendere le loro coste (Lubecca, Polonia, Impero, Brandeburgo) oppure si dotarono di più o meno grandi marine professionali di navi a vela. Anche le galere, molto usate anche nel Mare del Nord fin verso il 1600 (da Spagna, Francia, Olanda, Fiandra, Zelanda e in maniera minore Inghilterra) declinarono rapidamente, sia perché queste nuove flotte potenziarono tanto l'armamento quanto la capacità di manovra dei loro velieri, sia perché gli spagnoli nelle Fiandre introdussero un nuovo tipo di imbarcazione, la fregata (circa 1625), molto più manovrabile e veloce di galeoni e vascelli (che erano invece, inizialmente, estremamente più lenti delle galere e incapaci quasi di navigare di bolina) e destinata a un grandissimo successo, tanto che fu immediatamente copiata da olandesi e zelandesi oltre che dagli inglesi.